# Шмуель Камінецький
Шмуель Камінецький — головний рабин Дніпра та Дніпропетровської області. Вважається одним з найвпливовіших релігійних діячів на пострадянському просторі.

## Біографія
Батьки репатріювалися з СРСР в Ізраїль у 1946 році. До єврейського повноліття (бар-міцви) навчався в хедері в Кфар-Хабаді до 1978. З 1978 до 1981 навчався в єшиві міста Лод. У 1981 приїхав до США на навчання до Любавицького ребе, закінчив Раббиникл коледж ов Америка (Rabbinical College of America) в місті Моррістауні штату Нью-Джерсі. Продовжував освіту і викладав в єшиві для посланників Ребе в місті Нью-Гейвені штату Коннектикут. У 1988 отримав сміху (звання рабина) в єшиві Істерн Паркв'ю 770.
У 1989 одружився з Ганною Ліпскер. Рабин Шмуель і Ганна Камінецькі виховують шість дочок і трьох синів. Посланник Любавицького ребе до Дніпра з 1990. Обрано головним рабином Дніпра та області, при ньому в обласному центрі зведено найбільший у світі єврейський общинний центр — «Менора». Нагороджений медаллю «За заслуги перед містом Дніпропетровськ». Засновник благодійного фонду «Шіурей Тора Любавич».

## Погляди
Він вважає, що справжня єврейська ідентичність та український націоналізм можуть не лише поєднуватись, але й доповнювати один одного, і це має бути прикладом для багатьох.
Запропонував взяти на поруки Коломойського.